# 福島県内の通り
福島県内の通り（ふくしまけんないのとおり）は、福島県内の「道路の通称名」が付けられた通り及び通称の一覧である。

## 福島市
- 飯坂街道
- 陣場通り
- 福島北幹線
- 水保街道
- 微温湯街道
- 保原街道
- 岡部バイパス
- 駅前通り（栄通り）
- 信陵通り
- 奥州街道（陸羽街道）
- 川俣街道（富岡街道）
- 東裡通り
- 西裡通り
- 南裡通り
- 北裡通り（中央通り）
- 刑務所通り
- 県庁通り（大門通り）
- 国体道路
- 信夫通り
- 福島西道路
- 高湯街道
- 磐梯吾妻スカイライン（磐梯吾妻道路）
- 天神橋通り
- 密語橋通り
- 土湯街道
- 中村街道
- 庭坂街道（八島田街道）
- 茂庭街道
- 茂庭バイパス
- フルーツライン
- 医王寺通り
- 伊達街道
- 並木通り
- パセオ470（パセオ通り）
- 万世大路
- 万世町通り
- 文化通り（石屋小路）
- 平和通り
- 紅葉山通り（一番丁通り）
- 川寒橋通り
- 大森街道
- レンガ通り（大町通り）
- 吾妻通り
- お山通り
- 福島駅西通り
- 福島駅東通り
- テルサ通り
- 荒井バイパス
- 旧電車通り（奥州街道）
- 渡利バイパス
- 土湯バイパス
- 北町バイパス
- 飯坂バイパス
- 板谷街道（米沢街道）
- 福島西バイパス
- 福島南バイパス
- 福島西部広域農道
- 農免道路

## 会津若松市
- 会津中街道
- 会津沼田街道
- 居合通り
- 飯盛山通り
- 一之丁
- 一之町（いちのまち）
- 越後街道（会津街道）
- 大手門通り
- 大町通り
- 北出丸通り
- 慶山通り
- 桂林寺通り
- 甲賀町通り
- 五之丁（市役所通り）
- 五之町（ごのまち）
- 三之丁
- 三之町（さんのまち）
- 城南通り（産業道路）
- 白河街道（会津東街道）
- 神明通り
- 千石通り（小田橋通り、富士通通り、千石バイパス）
- 大道東通り（火葬場通り）
- 高田橋通り
- 滝沢バイパス（若松バイパス）
- 中央通り
- 天神橋通り
- 七日町通り
- 日光街道（会津西街道）
- 二之丁
- 二之町（にのまち）
- 二本松街道（会津街道）
- 野口英世青春通り（大町通り、町方蔵しっく通り）
- 東山街道
- 白虎通り
- 宝積通り
- 融通寺通り
- 米沢街道（会津街道）
- 四之丁
- 四之町（よんのまち）
- 若松西バイパス
- 会津広域農道

## いわき市
- いわき駅前大通り
- 鹿島街道
- 十文字バイパス
- いわきサンシャインロード（常磐バイパス）
- 銀座通り
- 本町通り
- 陸前浜街道
- レンガ通り
- 久之浜バイパス
- 中島バイパス
- 磐城街道（岩城街道）
- 小名浜バイパス
- 平バイパス
- 湯ノ岳パノラマライン
- いわき石川バイパス
- 遠野バイパス
- 御斎所街道
- 荷路夫バイパス

## 郡山市
- 安高通り
- 貨物通り
- 内環状線（すずかけ通り）
- うねめ通り（軍用道路）
- 駅前大通り（駅前通り）
- 大町通り
- 郡山インター線
- 郡山南インター線
- コスモス通り
- さくら通り
- 静御前通り（郡女通り）
- 昭和通り
- 新さくら通り
- 東部幹線（東部環状線）
- なかまち夢通り（中央通り）
- 麓山通り（はやま通り）
- 美術館通り
- 日の出通り
- フロンティア通り
- 文化通り
- 安積街道（越後街道、会津街道）
- 産業道路
- 長沼街道
- 陸羽街道
- あさか野バイパス（郡山西環状道路）
- 熱海バイパス
- 三森バイパス
- 福良バイパス
- 郡山バイパス
- 郡山東バイパス（富久山バイパス、三春西バイパス）
- 郡山東部広域農道

## 白河市
- 小峰通り
- 外堀通り
- 新白河大通り
- ゆりのき通り
- せせらぎ通り